# Team Sky/2016
Deze pagina geeft een overzicht van de Team Sky-wielerploeg in 2016. 

## Algemeen
Sponsor: BSkyB
Algemeen manager: Dave Brailsford
Teammanager: Gabriel Rasch
Ploegleiders: Gabriel Rasch, Servais Knaven, Xabier Artetxe, Kurt-Asle Arvesen, Dario Cioni, Simon Jones, Robby Ketchell, Brad Lancaster, Nicolas Portal
Fietsen: Pinarello
Materiaal: Shimano
Kleding: Rapha
Auto's: Ford
Kopmannen: Mikel Landa, Chris Froome, Ian Stannard, Michał Kwiatkowski

## Transfers
| Inkomend           | Team 2015              | Uitgaand            | Team 2016                          |
| ------------------ | ---------------------- | ------------------- | ---------------------------------- |
| Michał Gołaś       | Etixx-Quick Step       | Nathan Earle        | Drapac Professional Cycling        |
| Beñat Intxausti    | Movistar Team          | Bernhard Eisel      | Dimension Data                     |
| Michał Kwiatkowski | Etixx-Quick Step       | Danny Pate          | Optum p/b Kelly Benefit Strategies |
| Mikel Landa        | Astana Pro Team        | Richie Porte        | BMC Racing Team                    |
| Gianni Moscon      | neo-pro Zalf-Euromobil | Kanstantsin Siwtsow | Dimension Data                     |
| Alex Peters        | neo pro SEG Racing     | Christopher Sutton  | gestopt                            |
| Danny van Poppel   | Trek Factory Racing    | Bradley Wiggins     | WIGGINS                            |

## Renners
| Naam                  | Geboortedatum | Nationaliteit       | Ploeg 2015             |
| --------------------- | ------------- | ------------------- | ---------------------- |
| Ian Boswell           | 07-02-1991    | Verenigde Staten    |                        |
| Philip Deignan        | 07-09-1983    | Ierland             |                        |
| Andrew Fenn           | 01-07-1990    | Verenigd Koninkrijk |                        |
| Chris Froome          | 20-05-1985    | Verenigd Koninkrijk |                        |
| Michał Gołaś          | 29-04-1984    | Polen               | Etixx-Quick Step       |
| Sebastián Henao       | 05-08-1993    | Colombia            |                        |
| Sergio Henao          | 10-12-1987    | Colombia            |                        |
| Beñat Intxausti       | 20-03-1986    | Spanje              | Movistar Team          |
| Peter Kennaugh        | 15-06-1989    | Verenigd Koninkrijk |                        |
| (ITT) Vasil Kiryjenka | 28-06-1981    | Wit-Rusland         |                        |
| Christian Knees       | 05-03-1981    | Duitsland           |                        |
| Michał Kwiatkowski    | 02-06-1990    | Polen               | Etixx-Quick Step       |
| Leopold König         | 15-11-1987    | Tsjechië            |                        |
| Mikel Landa           | 03-12-1989    | Spanje              | Astana Pro Team        |
| David López García    | 13-05-1981    | Spanje              |                        |
| Gianni Moscon         | 20-04-1994    | Italië              | neo-pro Zalf-Euromobil |
| Mikel Nieve           | 26-05-1984    | Spanje              |                        |
| Lars Petter Nordhaug  | 14-05-1984    | Noorwegen           |                        |
| Alex Peters           | 31-03-1994    | Verenigd Koninkrijk | neo pro SEG Racing     |
| Wout Poels            | 01-10-1987    | Nederland           |                        |
| Salvatore Puccio      | 31-08-1989    | Italië              |                        |
| Nicolas Roche         | 03-07-1984    | Ierland             |                        |
| Luke Rowe             | 10-03-1990    | Verenigd Koninkrijk |                        |
| Ian Stannard          | 25-05-1987    | Verenigd Koninkrijk |                        |
| Ben Swift             | 06-12-1987    | Verenigd Koninkrijk |                        |
| Geraint Thomas        | 25-05-1986    | Verenigd Koninkrijk |                        |
| Danny van Poppel      | 26-07-1993    | Nederland           | Trek Factory Racing    |
| Elia Viviani          | 07-02-1989    | Italië              |                        |
| Xabier Zandio         | 17-03-1977    | Spanje              |                        |

## Overwinningen
Tour Down Under
Bergklassement: Sergio Henao
Cadel Evans Great Ocean Road Race
Winnaar: Peter Kennaugh
Ronde van Valencia
1e etappe: Wout Poels (ITT)
4e etappe: Wout Poels
Eindklassement: Wout Poels
Bergklassement: Wout Poels
Puntenklassement: Wout Poels
Ploegenklassement: Team Sky
Ronde van Dubai
2e etappe: Elia Viviani
Herald Sun Tour
1e etappe: Peter Kennaugh
4e etappe: Chris Froome
Eindklassement: Chris Froome
Bergklassement: Chris Froome
Ploegenklassement: Team Sky
Ronde van de Algarve
Eindklassement: Geraint Thomas
Ruta del Sol
Puntenklassement: Ben Swift
Parijs-Nice
Eindklassement: Geraint Thomas
E3 Harelbeke
Winnaar: Michał Kwiatkowski
Ronde van Catalonië
5e etappe: Wout Poels
Internationale Wielerweek
Ploegenklassement: Team Sky
Driedaagse van De Panne-Koksijde
2e etappe: Elia Viviani
Rushesklassement: Danny van Poppel
Ronde van het Baskenland
2e etappe: Mikel Landa
Puntenklassement: Sergio Henao
Ploegenklassement: Team Sky
Ronde van Trentino
2e etappe: Mikel Landa
Eindklassement: Mikel Landa
Bergklassement: Mikel Landa
Luik-Bastenaken-Luik
Winnaar: Wout Poels
Ronde van Yorkshire
2e etappe: Danny van Poppel
Ronde van Romandië
4e etappe: Chris Froome
Ronde van Italië
13e etappe: Mikel Nieve
Bergklassement: Mikel Nieve
Critérium du Dauphiné
5e etappe: Chris Froome
Eindklassement: Chris Froome
Ploegenklassement: Team Sky
Nationale kampioenschappen wielrennen
Ierland - tijdrit: Nicolas Roche
Ierland - wegrit: Nicolas Roche
Tsjechië - tijdrit: Leopold König
Ronde van Frankrijk
8e etappe: Chris Froome
18e etappe: Chris Froome
Eindklassement: Chris Froome
Ronde van Burgos
1e etappe: Danny van Poppel
3e etappe: Danny van Poppel
Puntenklassement: Danny van Poppel
Arctic Race of Norway
2e etappe: Danny van Poppel
3e etappe: Gianni Moscon
Eindklassement: Gianni Moscon
Jongerenklassement: Gianni Moscon
Ploegenklassement: Team Sky
Ronde van Spanje
1e etappe: Team Sky (TTT)
11e etappe: Chris Froome
19e etappe: Chris Froome
Ronde van Groot-Brittannië
3e etappe: Ian Stannard
6e etappe: Wout Poels
Ploegenklassement: Team Sky
Chrono des Nations
Winnaar: Vasil Kiryienka
2010 · 2011 · 2012 · 2013 · 2014 · 2015 · 2016 · 2017 · 2018 · 2019 · 2020 · 2021 · 2022 · 2023 · 2024 · 2025
AG2R-La Mondiale · Astana Pro Team · BMC Racing Team · Cannondale Pro Cycling Team · Dimension Data · Etixx-Quick Step · FDJ · Team Giant-Alpecin · IAM Cycling · Team Katjoesja · Lampre-Merida · Team LottoNL-Jumbo · Lotto Soudal · Movistar Team · Orica GreenEDGE · Team Sky · Tinkoff · Trek-Segafredo